# معهد اللغة الآيسلندية
معهد اللغة الآيسلندية (بالآيسلندية: Íslensk málstöð)، أُنشئ في 1985 لكي يكون مسؤولاً عن تنظيم و حماية اللغة الآيسلندية. كان معهد اللغة الآيسلندية قسماً ضمن وزارة التعليم و العلوم و الثقافة في آيسلندا، و كان دوره الإجابة رسمياً على التساؤلات فيما يتعلق بخصائص اللغة اليابانية، فضلاً عن توفير نقاط مرجعية و قواعد إرشادية لمعلمي اللغة الآيسلندية.
و ابتداءاً من عام 1997 أنشأ معهد اللغة الآيسلندية قاعدة بيانات على الشابكة، و التي تحوي 52 مسرداً خاصاً مجمعة لاستخدامها في مجالات معينة. في حين أن كل هذه المسارد تحتوي على كلمات آيسلندية، فإن بعضها ثنائي اللغة، متضمنة مصطلحات مأخوذة من الإنجليزية، و الدنماركية، و النرويجية، و السويدية، و الألمانية، و الفرنسية من لغاتٍ أخرى.
في أيلول 2006، تم دمج معهد اللغة الآيسلندية مع أربع معاهد أخرى ليشكلوا معهد آرني ماجنيسون للدراسات الآيسلندية.

## روابط خارجية
- صفحة معهد اللغة الآيسلندية على الشابكة نسخة محفوظة 7 مايو 2007 على موقع واي باك مشين.
  - النسخة الإنجليزية
- قاعدة بيانات المسارد
  - النسخة الإنجليزية
- معهد اللغة الآيسلندية من randburg.com